# Socket.IO
Socket.IO és una biblioteca de JavaScript per a desenvolupar aplicacions web en temps real. Permet la comunicació bidireccional en temps real entre clients i servidors web. Disposa de dues parts : una biblioteca de client que corre damunt del navegador web i una biblioteca de servidor per Node.js. Ambdós components tenen pràcticament la mateixa  API. Igualment que Node.js presenta una arquitectura orientada a events.

## Característiques
- Socket.IO utilitza el protocol WebSocket incloent l'enviament a múltiples sockets, emmagatzemament de dades per a cada client i entrada/sortida assíncrones.
- Socket.IO no és una biblioteca de WebSockets i requereix la presència de les biblioteques socket.IO tant al client com al servidor.
- Pot ser instal·lat amb l'eina de programari npm.

## Vegeu
- Entorn de programació Node.js.